# 宋州 (江蘇省)
宋州（そうしゅう）は、中国にかつて存在した州。南北朝時代から隋代にかけて、現在の江蘇省睢寧県一帯に設置された。
北斉により設置された潼州を前身とする。北周により宋州と改称された。583年（開皇3年）、隋が郡制を廃すると、宋州の属郡の夏丘郡と潼郡は廃止された。598年（開皇18年）、宋州は廃止され、その管轄県は泗州に統合された。

## 下部行政区画
- 夏丘郡
  - 晋陵県
- 潼郡
  - 睢陵県